# Alfred Läpple
Alfred Läpple (Tutzing, 19 giugno 1915 – Gilching, 21 luglio 2013) è stato un presbitero, teologo, insegnante e scrittore tedesco.

## Biografia
Ordinato sacerdote nel 1947, ha conseguito nel 1951 il dottorato in teologia presso l'Università di Monaco con  la tesi Il singolo nella Chiesa. Tratti fondamentali di una teologia del singolo in John Henry Newman.
È stato docente di Pastorale e Sacramenti presso il seminario di Frisinga dal 1948 al 1952, anno nel quale comincia a insegnare religione presso il liceo scientifico Max Planck di Monaco-Pasing, dove resta fino al 1970, divenendo successivamente professore alla scuola superiore di Scienze dell'educazione di Landau. Nel 1972 ottiene la cattedra di Catechesi e Pedagogia religiosa presso la Facoltà teologica dell'Università di Salisburgo.
È cofondatore della rivista L'insegnamento della religione nelle scuole superiori (Religionsunterricht an Höheren Schulen, Patmos, Düsseldorf).
Tra i numerosissimi libri da lui pubblicati, sono da ricordare i testi di religione per le scuole superiori, fino a non molto tempo fa i più diffusi in Germania. È considerato uno dei maggiori esperti dei Miracoli di Lourdes.
Quando era prefetto al seminario di Frisinga conobbe Joseph Ratzinger, il futuro papa Benedetto XVI, cui è stato legato da una grande amicizia.

## Opere
- Benedetto XVI e le sue radici. Ciò che ha segnato la sua vita e la sua fede, Marcianum Press, 2009
- Sulle ali dell'anima. Viaggio nella musica di Dio, Gribaudi Editore, 2006
- I miracoli di Lourdes. Tutti gli eventi straordinari ufficialmente riconosciuti dalla Chiesa, Edizioni Piemme, 1997
- Inchiesta sui grandi miracoli della storia, Edizioni Piemme, 1995
- I miracoli, Arnoldo Mondadori Editore, 1993
- I miracoli. Documenti e verità dagli archivi della Chiesa, Edizioni Piemme, 1990
- La confessione, una pratica superata?, Edizioni Paoline, 1990
- Sulle vie del mondo. Le grandi tappe della storia della Chiesa, Queriniana Editrice, 1988
- Breve storia della catechesi, Queriniana Editrice, 1985
- L'Apocalisse, un libro vivo per il cristiano di oggi, Edizioni San Paolo, 1980
- Dalla Bibbia alla catechesi, voll. 1-2-3-4, EDB, 1979
- Storia della Chiesa, Elledici Editrice
- Messaggio biblico per il nostro tempo. Manuale di catechesi biblica, Edizioni San Paolo